# Zachtstekelige stuifzwam
De zachtstekelige stuifzwam (Lycoperdon molle) is een schimmel die behoort tot de familie Lycoperdaceae. Hij groeit op de grond in een verscheidenheid aan bossen en weiden. Hij komt voor voor op zand- en kalkrijke bodems. Hij leeft saprotroof op droge tot matig vochtige, voedselrijke, humusrijke, vaak bij Fagus. 

## Kenmerken

### Uiterlijke kenmerken
Het vruchtlichaam is bol- of peervormig. De diameter is 2 tot 6 cm en de hoogte 3 tot 7 cm. De vorm is aanvankelijk bolvormig, later ovaal of omgekeerd peervormig, met een langwerpig onderste deel, enigszins gelijkend op de steel. Het oppervlak van jonge vruchtlichamen is crèmewit, daarna geleidelijk donkerder, via licht grijsbruin tot crèmebruin. Aan de oppervlakte kleine zachte stekels en meelachtige korrels. Papierachtige, matte of licht glanzende endoperidia opent met een gat aan de bovenkant. Aanvankelijk grijsachtig, dan bruingrijs en ten slotte bruin. Hij is olijf- tot donkerbruin van kleur en bruin-paars als het rijp is. De grond bij jonge vruchtlichamen is wit, bij rijping wordt hij olijfbruin en bij volwassen vruchtlichamen is hij paarsbruin. De paddenstoel is eetbaar zolang de vruchtlichamen jong en wit zijn.

### Microscopische kenmerken
De sporen zijn bolvormig met gebroken randen, bruin, wrattig, met een centrale oliedruppel en meten 4,0 tot 5,0 µm inclusief ornamentatie. Hij heeft een elastisch capillitium met poren overvloedig aanwezig.

## Verspreiding
De zachtstekelige stuifzwam is wijdverbreid op het noordelijk halfrond. Hij komt voor in zowel de laaglanden als de bergen, vooral op zonnige plaatsen. In Nederland komt hij algemeen voor. Hij staat niet op de rode lijst en is niet bedreigd.

## Taxonomie
Hij werd voor het eerst wetenschappelijk beschreven door de Zuid-Afrikaanse mycoloog Christiaan Hendrik Persoon en in 1801 geldig gepubliceerd.

## Foto's

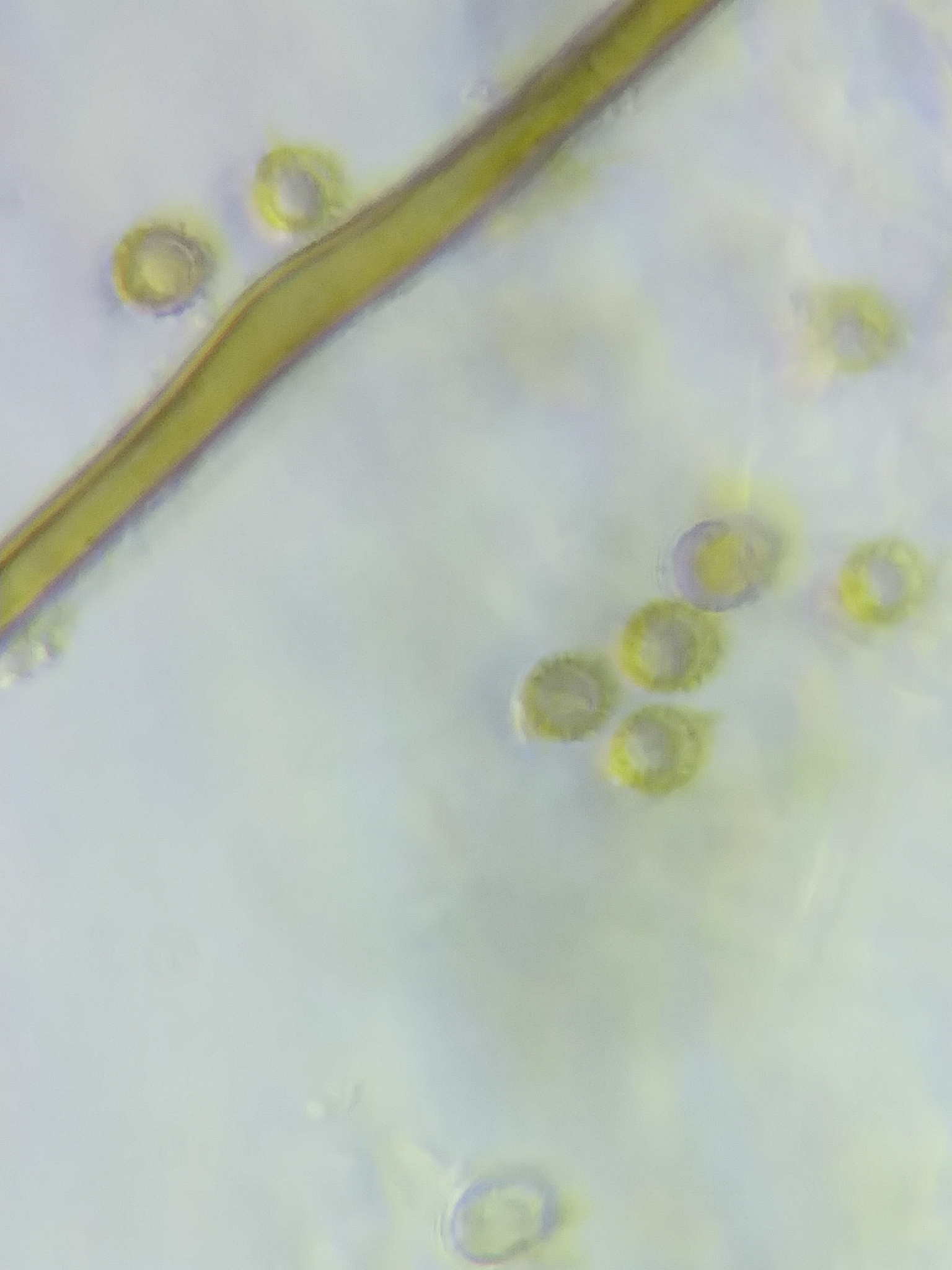
Sporen